# Джанго (персонаж)
Джанго (англ. Django) — вымышленный персонаж, ковбой и меткий стрелок, действующий в ряде спагетти-вестернов. Впервые он появился в одноименном итальянском фильме Серджо Корбуччи в исполнении Франко Неро. После грандиозного успеха этой ленты был снят ещё 31 фильм с Джанго, причём этого героя играли разные актёры. В картине Квентина Тарантино «Джанго освобождённый» (2012) Джанго в исполнении Джейми Фокса — беглый чернокожий раб. В 2023 году в Великобритании состоялась премьера одноимённого сериала с Маттиасом Схунартсом в главной роли, в котором происходит дальнейшее переосмысление классического сюжета.

## Фильмы о Джанго
- Джанго (1966, в роли Джанго Франко Неро)
- Несколько долларов для Джанго (1966, Энтони Стеффен)
- Джанго стреляет первым (1966, Глен Сэксен)
- Мужчина, гордость, месть (1967, Франко Неро)
- 10 тысяч долларов за убийство (1967, Джанни Гарко)
- Джанго убивает нежно (1967, Джордж Истмен)
- Иди… убей и вернись (1967, Джордж Хилтон)
- Не медли, Джанго… стреляй! (1967, Иван Рассимов)
- Две стороны доллара (1967, Морис Поли)
- Приготовь гроб (1968, Теренс Хилл)
- Если хочешь жить… стреляй! (1968, Иван Рассимов)
- Ублюдок Джанго (1969, Энтони Стеффен)
- Джанго против сатаны (1970, Тони Кенделл)
- Вива, Джанго (1971, Энтони Стеффен)
- Один стрелок, сто крестов (1971, Тони Кенделл)
- И у трупа Джанго есть своя цена (1971, Джефф Кэмерон)
- Опусти руки… падальщик! (1972, Джек Бэтс)
- Возвращение Джанго (1987, Франко Неро)
- Сукияки Вестерн Джанго (2007, Хидеаки Ито)
- Джанго: Серебряные пули, серебряный рассвет (короткометражный фильм, 2011, Эндрю Фритц)
- Однажды в вестерне (короткометражный фильм, 2011, Дэвид Антон)
- Джанго освобождённый (2012, Джейми Фокс)
- Плохой, чёрные и красивая (короткометражный фильм, 2012, Адам Кук)
- Похмельные игры (2014, Терренс Жульен)
- Миллион способов потерять голову (2014, Джейми Фокс)
- Джанго жив! (2015, Майкл Мэллой)
- Джанго (сериал, 2022, в роли Джанго Маттиас Схунартс)